# Pelidnopepla obscura
Pelidnopepla obscura är en insektsart som först beskrevs av Fabricius 1803.  Pelidnopepla obscura ingår i släktet Pelidnopepla och familjen lyktstritar. Inga underarter finns listade i Catalogue of Life.